# Royal Rumble (1997)
Royal Rumble 1997 est le dixième Royal Rumble, pay-per-view de catch de la World Wrestling Entertainment. Il s'est déroulé le 19 janvier 1997 au Alamodome de San Antonio. C'est le seul Royal Rumble à avoir été organisé dans un stade, les autres éditions se sont déroulés dans des salles fermées.
Les commentateurs québécois (Raymond Rougeau et Jacques Rougeau) étaient au bord du ring.
En France, cet évènement a fait l'objet d'une diffusion sur Multivision.

## Résultats
| #                                                          | Résultats                                                                                    | Stipulations                                           | Commentaires | Durée |
| ---------------------------------------------------------- | -------------------------------------------------------------------------------------------- | ------------------------------------------------------ | --- | ----- |
| Free for All match                                         | Venum et Perro Aguayo, Jr. battent Maniaco et Mosco de la Merced                             | Tag team match                                         | | 10:00 |
| Free for All match                                         | Octagón, Blue Demon Jr., et Tinieblas Jr. battent Heavy Metal, Abismo Negro, et Histeria     | 6-Man Tag Team Match                                   | | 14:00 |
| Free for All match                                         | Mascarita Sagrada et La Parkita battent Mini Mankind et Mini Vader                           | Tag team match                                         | - Sagrada a effectué le tombé sur Mini Vader pour l'emporter. | 4:29  |
| 1                                                          | Hunter Hearst Helmsley (c) (avec Curtis Hughes) bat Goldust (avec Marlena)                   | Match simple pour le WWF Intercontinental Championship | - Helmsley a effectué le tombé sur Goldust après un Pedigree. | 16:50 |
| 2                                                          | Ahmed Johnson bat Faarooq (avec Nation of Domination) par disqualification                   | Match simple                                           | - Faarooq était disqualifié après une intervention de la Nation qui attaquait Johnson. - Après le match, Ahmed faisait passer l'un des membres de la Nation à travers la table des commentateurs français. | 8:48  |
| 3                                                          | Vader bat The Undertaker                                                                     | Match simple                                           | - Vader a effectué le tombé sur Undertaker après un Vaderbomb. - Paul Bearer intervenait en faveur de Vader. Bearer frappait plus tard Undertaker avec son urne. - Après le match, The Undertaker exécutait un chokeslam l'arbitre Jack Doan. | 13:19 |
| 4                                                          | Héctor Garza, Perro Aguayo et El Canek battent Jerry Estrada, Heavy Metal et Fuerza Guerrera | 6-Man Tag Team Match                                   | - Aguayo a effectué le tombé sur Metal après un diving double foot stomp de la troisième corde. | 10:56 |
| 5                                                          | Steve Austin a remporté le Royal Rumble 1997                                                 | Royal Rumble match                                     | - Les deux derniers participants étaient Steve Austin et Bret Hart. Austin éliminait Bret par derrière pour remporter le Royal Rumble. - Après avoir été éliminés, Mankind et Terry Funk commençaient à se battre en dehors du ring et devaient se faire séparer par les arbitres. Pendant que ceci se déroulait, Hart éliminait Austin mais les arbitres ne l'ont pas vu étant occupés avec la bagarre. | 50:29 |
| 6                                                          | Shawn Michaels (avec Jose Lothario) bat Sycho Sid (c)                                        | Match simple pour le WWF Championship                  | - Michaels a effectué le tombé sur Sid après un Sweet Chin Music. | 13:49 |
| (c) désigne le champion défendant son titre dans le match. |                                                                                              |                                                        | |       |

## Entrées et éliminations du Royal Rumble
Un nouvel arrivant venait approximativement toutes les 90 secondes.

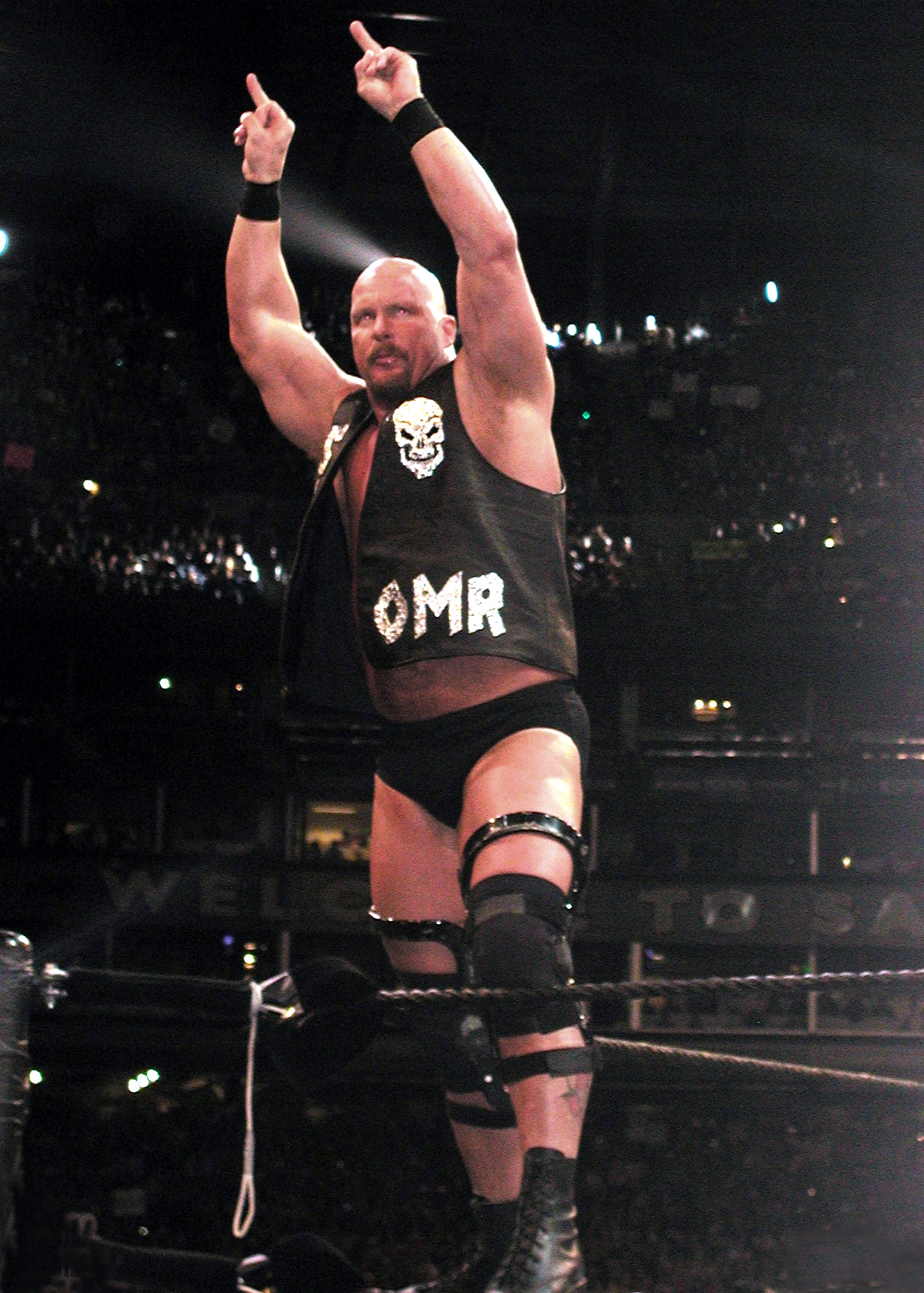
Steve Austin, vainqueur du Royal Rumble.

| #Entrée | Entrant                | #Élimination | Éliminé par         | Temps |
| ------- | ---------------------- | ------------ | ------------------- | ----- |
| 1       | Crush                  | 3            | Phineas Godwinn     | 6:17  |
| 2       | Ahmed Johnson          | 2            | Lui-même            | 3:02  |
| 3       | "Razor Ramon"          | 1            | Ahmed Johnson       | 0:17  |
| 4       | Phineas Godwinn        | 4            | Steve Austin        | 2:52  |
| 5       | Steve Austin           | -            | Vainqueur           | 45:07 |
| 6       | Bart Gunn              | 5            | Steve Austin        | 0:26  |
| 7       | Jake Roberts           | 6            | Steve Austin        | 1:10  |
| 8       | The British Bulldog    | 8            | Owen Hart           | 8:04  |
| 9       | Pierroth               | 10           | Mil Máscaras        | 10:32 |
| 10      | The Sultan             | 7            | The British Bulldog | 3:23  |
| 11      | Mil Máscaras           | 11           | Lui-même            | 7:28  |
| 12      | Hunter Hearst Helmsley | 12           | Goldust             | 6:42  |
| 13      | Owen Hart              | 17           | Steve Austin        | 8:29  |
| 14      | Goldust                | 13           | Owen Hart           | 5:33  |
| 15      | Cibernético            | 9            | Mil Máscaras        | 1:25  |
| 16      | Marc Mero              | 16           | Steve Austin        | 3:53  |
| 17      | Latin Lover            | 14           | Faarooq             | 1:47  |
| 18      | Faarooq                | 15           | Lui-même            | 0:41  |
| 19      | Savio Vega             | 18           | Steve Austin        | 0:29  |
| 20      | Jesse James            | 19           | Steve Austin        | 0:46  |
| 21      | Bret Hart              | 29           | Steve Austin        | 21:42 |
| 22      | Jerry Lawler           | 20           | Bret Hart           | 0:04  |
| 23      | "Diesel"               | 28           | Bret Hart           | 17:49 |
| 24      | Terry Funk             | 24           | Mankind             | 15:18 |
| 25      | Rocky Maivia           | 23           | Mankind             | 13:01 |
| 26      | Mankind                | 25           | The Undertaker      | 12:20 |
| 27      | Flash Funk             | 21           | Vader               | 6:12  |
| 28      | Vader                  | 26           | Steve Austin        | 10:06 |
| 29      | Henry Godwinn          | 22           | The Undertaker      | 6:11  |
| 30      | The Undertaker         | 27           | Steve Austin        | 6:46  |